# Volpedo
Volpedo (im lokalen Dialekt Volped) ist eine italienische Gemeinde in der Provinz Alessandria (AL) in der Region Piemont und ist Mitglied der Vereinigung I borghi più belli d’Italia (Die schönsten Orte Italiens).

## Lage und Einwohner
Der Ort Volpedo liegt 33 km östlich von der Provinzhauptstadt Alessandria auf einer Höhe von 182 m über dem Meeresspiegel am Curone. Das Gemeindegebiet umfasst eine Fläche von 10,58 km² und hat 1137 (Stand 31. Dezember 2023) Einwohner.
Die Nachbargemeinden sind: Casalnoceto, Godiasco (PV), Monleale, Montemarzino, Pozzol Groppo und Volpeglino.

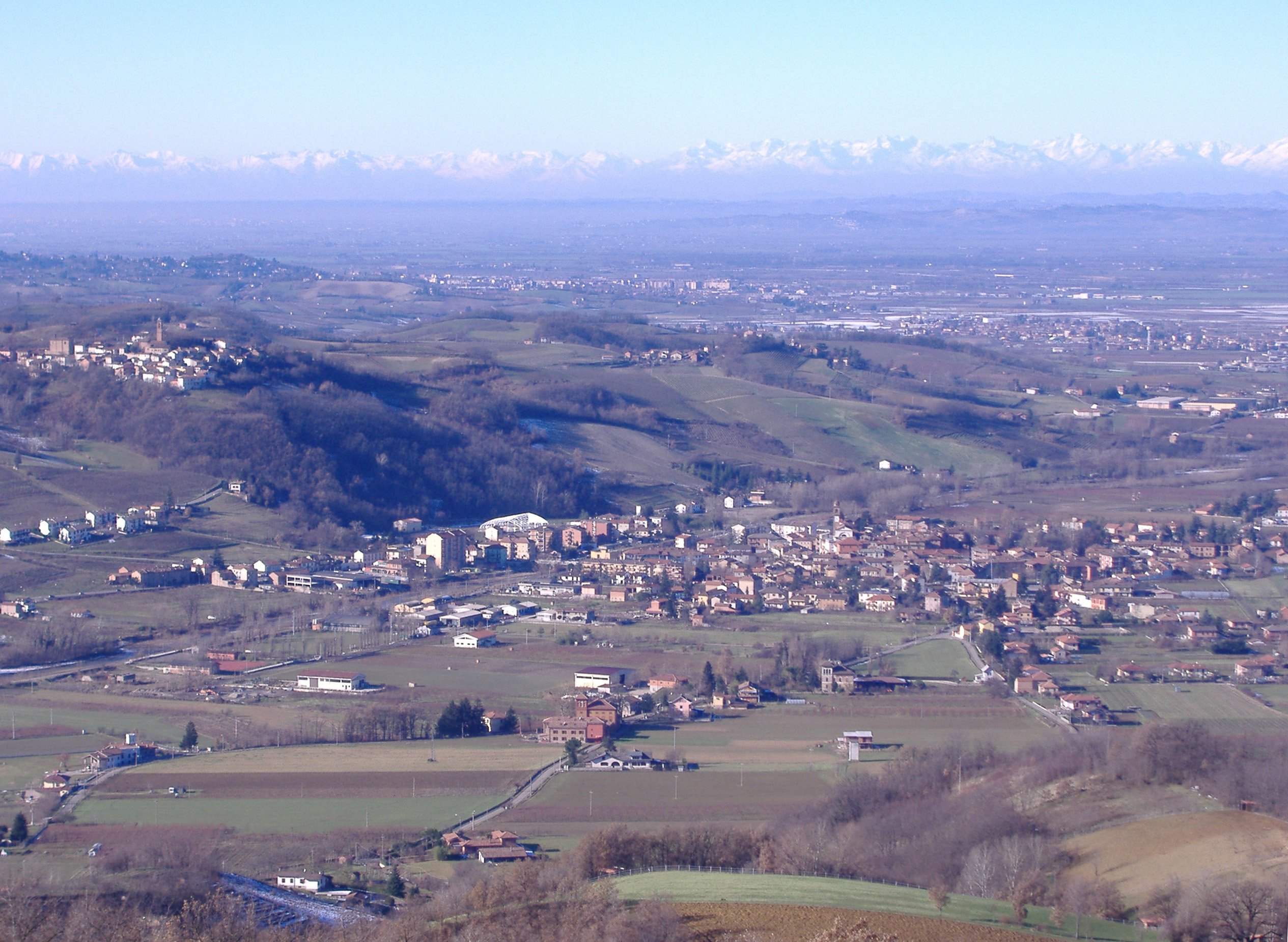
Lage von Volpedo am Curone

## Geschichte

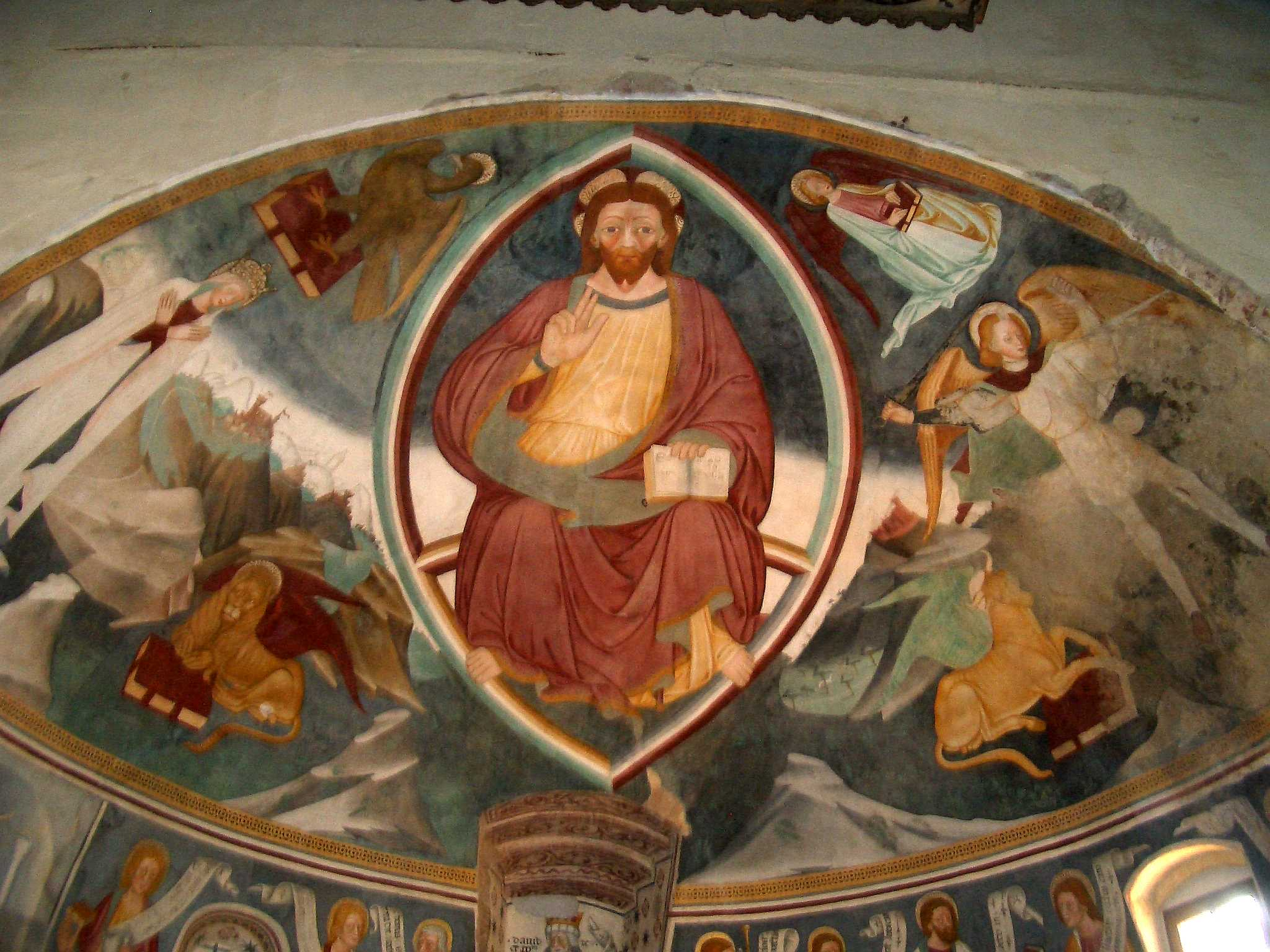
Freske im Pieve di Volpedo

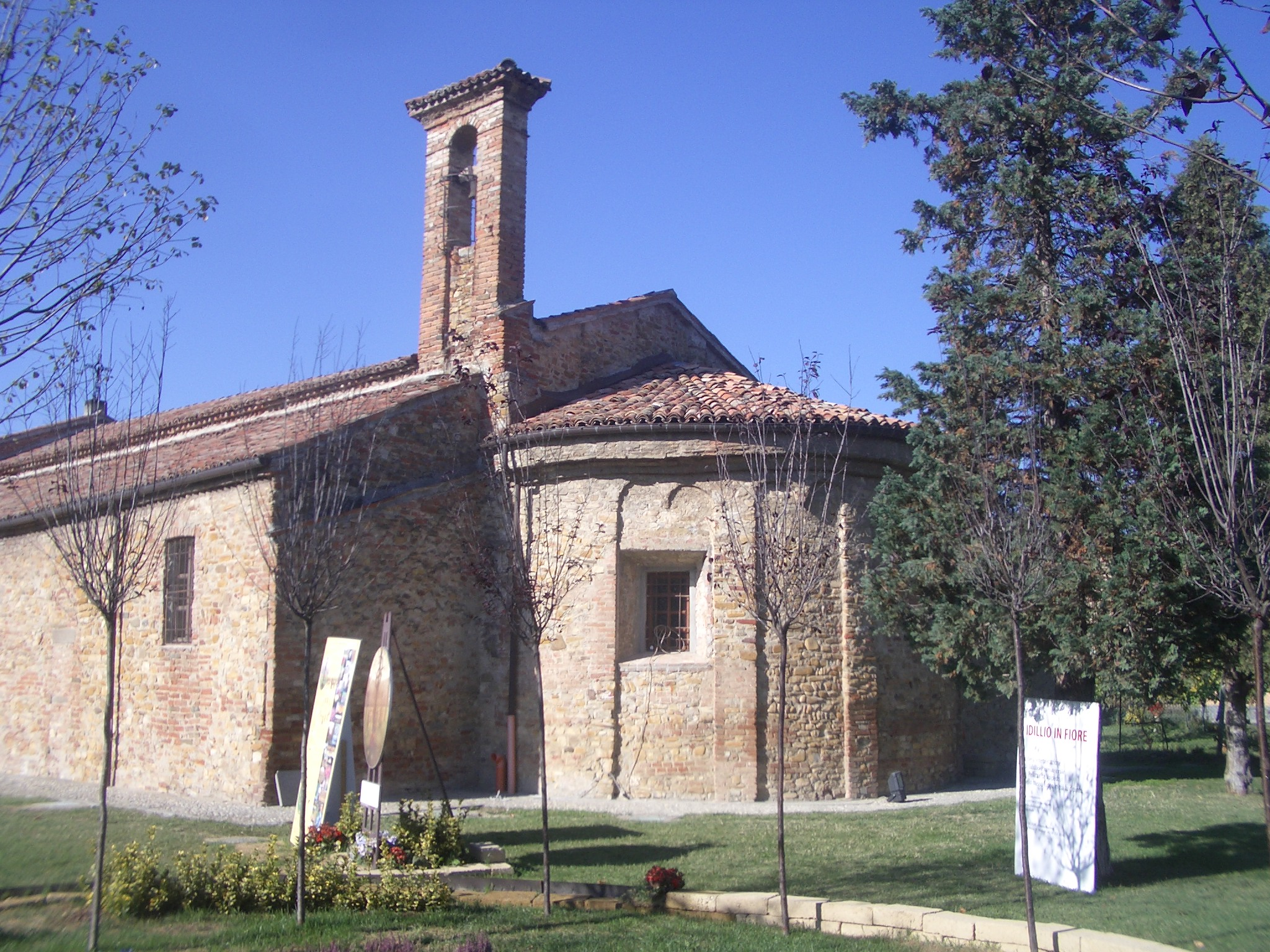
Apsis der Pieve di Volpedo

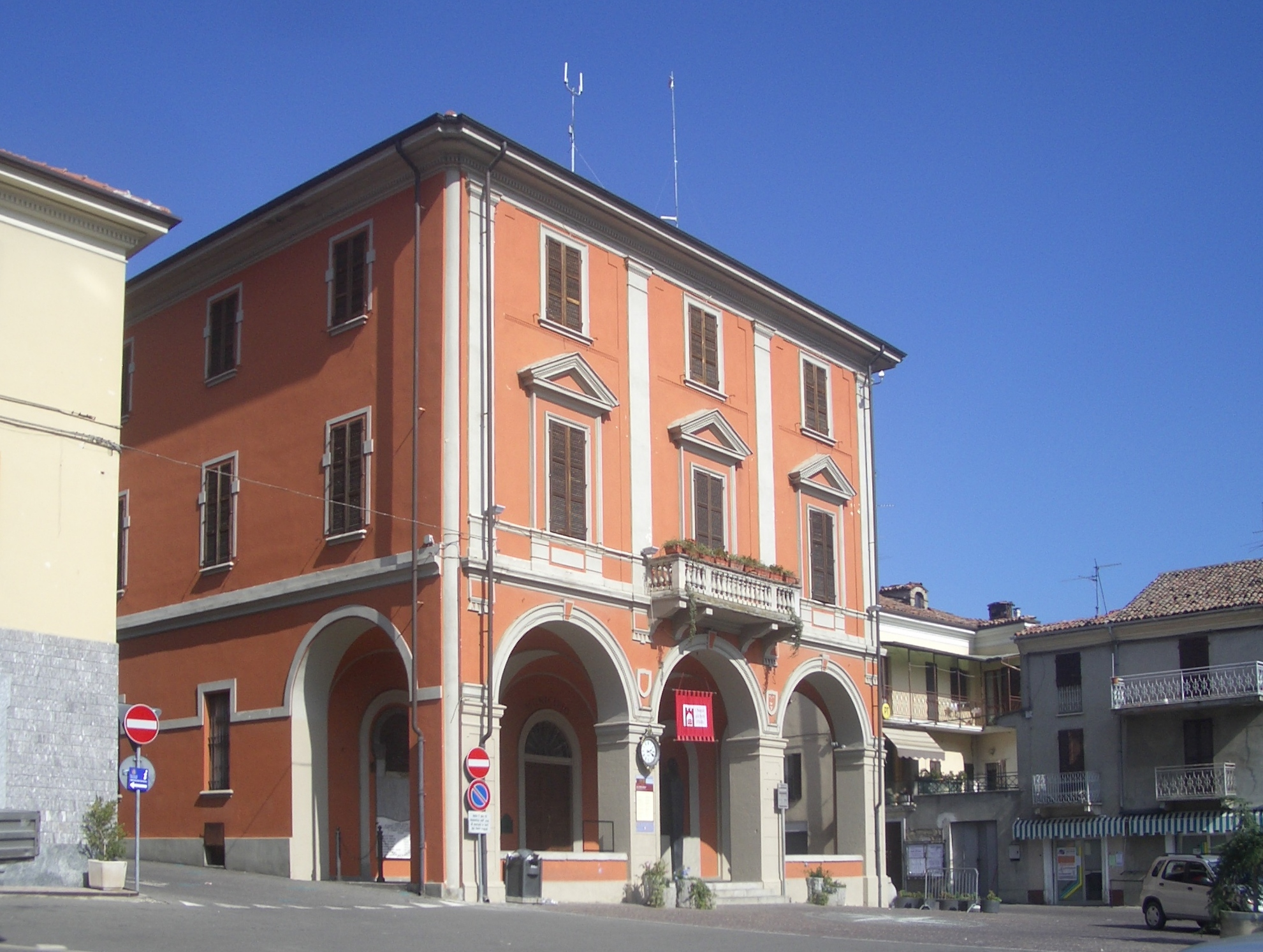
Gemeindehaus

Der aufschlussreichste Beweis für  seinen Ortsnamens ist „Vicopedicus“ aus dem Jahr 1153, bestehend aus VICUS und PECUS, dem das Suffix -UDIS zugeordnet ist und das „Viehdorf“ bedeutet. Die anderen dokumentierten Varianten weisen eine extreme Unsicherheit in der Wiedergabe des Ortsnamens auf, dessen Bedeutung sehr schnell verloren gegangen sein muss. Darunter sind: „Vico Piculo“, „Vipegolo“, „Vipeculo“, „Vepeculo“. 
Seine Ursprünge reichen bis in die Antike zurück. Tatsächlich besiedelten einige ligurische Bevölkerungsgruppen, die sich als erste in einem Teil des Voghera Oltrepò-Territoriums niederließen, das Gebiet. Nach der Romanisierung war der Einfluss von Voghera weiterhin spürbar, wie topografische Untersuchungen belegen, die noch Spuren der antiken Zenturierung erkennen lassen. Das Dorf stellte einen wichtigen Durchgangspunkt dar, wie die ausgedehnten Nekropolen entlang der Straße nach Tortona und die Gründung eines Tempels zwischen dem 5. und 6. Jahrhundert belegen. Um das 10. Jahrhundert herum wurde ein befestigtes Gebiet (Castrum) errichtet, dessen Bau durch den natürlichen Hügel erleichtert wurde, der das Wasser des Curone umspülte und auf dem sich das ursprüngliche Dorf gebildet hatte. Im Mittelalter ist seine Geschichte eng mit der von Tortona verbunden; Seine Männer und die anderer nahegelegener Städte kamen dem Volk von Tortona während der Belagerung durch die Truppen Friedrichs I. im Jahr 1155 zu Hilfe.
Im 14. Jahrhundert ging es in die Hände des Visconti-Herzogtums über, mit dem sich die Bindungen weiter vertieften, nachdem Pierino Cameri da Tortona seine Besitztümer testamentarisch an die Fabbrica del Duomo von Mailand schenkte. Das Dorf wurde 1513 von den mit den Franzosen vereinigten Einwohnern von Monleale völlig verwüstet und erst Ende des 16. Jahrhunderts wieder bevölkert. In der zweiten Hälfte des 15. Jahrhunderts wurde ein Junge, Giovannino Costa, ermordet und bald in die Würde eines Märtyrers des Glaubens erhoben und heute als Schutzpatron der Gemeinde verehrt.
Im Jahr 1757 wurde Volpedo von den Savoyen als Lehen an Filippo Guidobono Cavalchini von Momperone übergeben, dessen Erbe dann im 19. Jahrhundert an die Markgrafen von Malaspina überging. 1798 wurde eine republikanische Gemeinde gegründet. Nach der napoleonischen Ära wurde Volpedo zur Hauptstadt des unteren Curone-Tals. 1928 wurden die aufgelösten Gemeinden Berzano, Monleale und Volpeglino zur Gemeinde Volpedo zusammengefasst. 1947 wurde dies wieder rückgängig gemacht.

## Sehenswürdigkeiten
- Die romanische Kirche San Pietro (Pieve di Valpedo) aus dem 10. Jahrhundert und im 15. Jahrhundert renoviert. Im Innern finden sich Fresken aus der Schule der Brüder Basilio (15. bis Anfang des 16. Jahrhunderts), welche auch für die Ausstattung des Domes von Mailand verantwortlich waren.
- Die 1835 fertiggestellte Pfarrkirche San Pietro, in der ein kleineres Gemälde von Pellizza ausgestellt ist.
- Palazzo Malaspina, erbaut an der Stelle der alten Festung, renoviert in den neunziger Jahren.
- Am Rande des Ortes befindet sich ein kleines Museum im Haus des Malers Giuseppe Pellizza da Volpedo, der aus dem Ort stammt. Sein in Mailand ausgestelltes berühmt gewordenes monumentales Ölgemälde Il quarto Stato (Der vierte Stand) wurde vom Leben, den Eindrücken und sozialpolitischen Anliegen der Landarbeiter Volpedos am Ende des 19. Jahrhunderts inspiriert.

## Persönlichkeiten
- Giuseppe Pellizza da Volpedo (1868–1907), italienischer Maler
- Felice Ambrogio Guerra Fezia (1866–1957), Erzbischof von Santiago de Cuba.